# Felip de Valenza
Felip de Valenza est un troubadour de langue d'oc. On ne connaît de lui qu’une courte tenson, Perseval, anc no recip, écrite avec Perceval Doria (Percivalle Doria), troubadour italien de langues occitane et sicilienne.